# ساینفلد
ساینفلد (به انگلیسی: Seinfeld) یک نمایش تلویزیونی کمدی موقعیت آمریکایی است که توسط لری دیوید و جری ساینفلد ساخته شده است. ساینفلد از ۵ ژوئیه ۱۹۸۹ تا ۱۴ مه ۱۹۹۸ در ۹ فصل شامل ۱۸۰ قسمت از ان‌بی‌سی پخش شد. گروه بازیگران ساینفلد جری ساینفلد و دوستانش جرج کاستانزا (جیسن الکساندر)، دوست دختر سابقش الین بنس (جولیا لوئی درایفوس) و همسایه روبه رویش کازمو کریمر (مایکل ریچاردز) هستند.
نمایش ساینفلد در آپارتمان جری و اطراف آن در آپر ویست ساید محله منهتن شهر نیویورک می‌گذرد. از ساینفلد با نام «نمایشی دربارهٔ هیچی» یاد می‌شود که فقط بر زندگی روزمره شخصیت‌های تمرکز دارد. تمامی اپیزودهای هفت فصل نخست ساینفلد با شوخی پردازی روی صحنه جری ساینفلد آغاز می‌شود که به رویدادهای همان قسمت پیوند دارد.
جری ساینفلد طنز پرداز تازه‌کاری در سال‌های پایانی دهه ۱۹۸۰ بود که ان بی سی برای ساخت یک نمایش تلویزیونی با او تماس گرفت. او از لری دیوید که دوستش بود درخواست کرد که در ایجاد قسمت نخست ساینفلد به او کمک کند. ساینفلد توسط وست-شپیرو پروداکشنز و کسل راک انترتینمنت ساخته و کلمبیا پیکچرز تله ویژن آن را پخش کرده است. ساینفلد به دست دیوید، ساینفلد و گروهی از نویسندگان که با آن دو همکاری می‌کردند، نوشته شده است. ساینفلد در میان منتقدان بسیار محبوب بود، در فصل‌های ۶ و ۹ ساینفلد جایگاه نخست در نمودار نیلسن را در اختیار داشت و از سال ۱۹۹۴ تا ۱۹۹۸ در نمودار نلسین در میان دو نمایش برتر ان بی سی به همراه بخش فوریت‌های پزشکی قرار داشت. در تاریخ تلویزیون آمریکا تنها دو نمایش دیگر عاشقتم لوسی و اندی گریفن شو به همراه ساینفلد توانستند در جایگاه نخست رتبه‌بندی‌ها نمایش خود را به پایان برسانند.
از نمایش ساینفلد با نام یکی از بزرگ‌ترین و تاثیرگذارترین نمایش‌های تمام دوران تلویزیون آمریکا یاد می‌شود. ساینفلد در میان فهرست بهترین برنامه‌های تلویزیونی در ماهنامه‌هایی مانند انترتیمنت ویکلی، رولینگ استون، و تی وی گاید قرار گرفته است. از مشهورترین قسمت‌های ساینفلد می‌توان «رستوران چینی»، «وارونه»، «همپتونز»، «سوپ نازی»، «پارکینگ همگانی»، «زیست‌شناس دریایی»، «گردش»، «مرو گرفن شو»، «مسابقه»، «تابستان جرج»، «جری بیگانه»، «پرهیز» و «فرودگاه» را نام برد. در سال ۲۰۱۳ انجمن نویسندگان آمریکا ساینفلد را دومین نمایش تلویزیونی تاریخ پس از خانواده سوپرانو از دید فیلمنامه و نویسندگی انتخاب کردند. شبکه تلویزیونی ئی! ساینفلد را «مهم‌ترین نمایش تلویزیونی دهه ۹۰ میلادی» نام گذاری کرد. همچنین چندین نقل قول از این نمایش به سخنان روزمره در فرهنگ عامه آمریکا وارد شده‌اند.

## بازیگران
- جری ساینفلد در نقش خودش
- جیسن الکساندر در نقش جرج کاستنزا
- مایکل ریچاردز در نقش کازمو کریمر

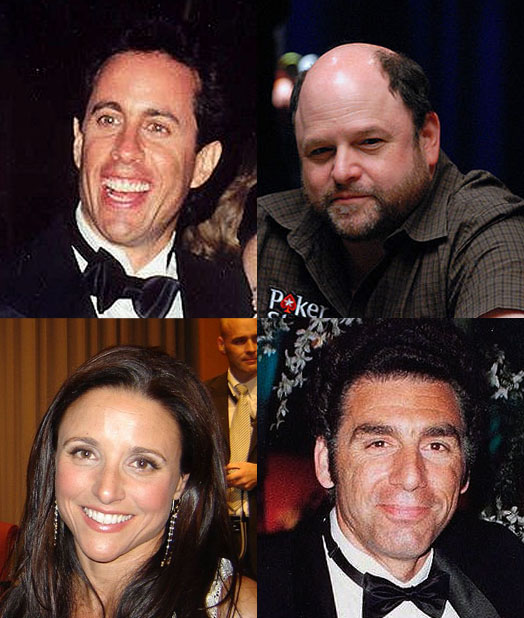
جری ساینفلد (بالا سمت چپ)؛ جیسون الکساندر (بالا سمت راست؛ مایکل ریچاردز (پایین سمت راست)؛ جولیا لوئی درایفوس (پایین سمت چپ)

- جولیا لوئی درایفوس در نقش الین بنس

### شخصیت‌های دوره ای
- نیومن (وین نایت) همسایه جری و دوست کریمر
- مورتی ساینفلد (بارنی مارتین) پدر جری
- هلن ساینفلد (لیز شریدن) مادر جری
- دایی لیو (لن لسر) دایی جری
- فرانک کاستنزا (جری استیلر) پدر جرج
- استل کاستنزا (استل هریس) مادر جرج
- سوزان (هایدی سوئدبرگ) نامزد جورج
- جرج استراینبر (دوبله شده توسط لری دیوید) رئیس جرج در تیم نیویورک یانکیز
- جی. پیترمن (جان اوهارلی) رئیس الین در شرکت جی. پیترمن

## نمای پخش ساینفلد
| فصل | قسمت‌ها | قسمت‌ها | تاریخ اصلی روی آنتن رفتن | تاریخ اصلی روی آنتن رفتن | رتبه | رتبه‌بندی | بینندگان (میلیون نفر) |
| فصل | قسمت‌ها | قسمت‌ها | اولین بار                | آخرین بار                | رتبه | رتبه‌بندی | بینندگان (میلیون نفر) |
| --- | ------ | ------ | ------------------------ | ------------------------ | ---- | -------- | --------------------- |
| ۱   | ۵      | ۵      | ۵ ژوئیه ۱۹۸۹             | ۲۱ ژوئن ۱۹۹۰             | —    | —        | ۱۹٫۲                  |
| ۲   | ۱۲     | ۱۲     | ۲۳ ژانویه ۱۹۹۱           | ۲۶ ژوئن ۱۹۹۱             | ۴۶   | ۱۲٫۵     | ۱۸٫۱                  |
| ۳   | ۲۳     | ۲۳     | ۱۸ سپتامبر ۱۹۹۱          | ۶ مه ۱۹۹۲                | ۴۳   | ۱۲٫۵     | ۱۷٫۷                  |
| ۴   | ۲۴     | ۲۴     | ۱۲ اوت ۱۹۹۲              | ۲۰ مه ۱۹۹۳               | 25   | ۱۳٫۷     | ۲۰٫۰                  |
| ۵   | ۲۲     | ۲۲     | ۱۶ سپتامبر ۱۹۹۳          | ۱۹ مه ۱۹۹۴               | 3    | ۱۹٫۴     | ۲۹٫۶                  |
| ۶   | ۲۴     | ۲۴     | ۲۲ سپتامبر ۱۹۹۴          | ۱۱ مه ۱۹۹۵               | 1    | ۲۰٫۶     | ۳۱٫۱                  |
| ۷   | ۲۴     | ۲۴     | ۲۱ سپتامبر ۱۹۹۵          | ۱۶ مه ۱۹۹۶               | 2    | ۲۱٫۲     | ۳۳٫۱                  |
| ۸   | ۲۲     | ۲۲     | ۱۹ سپتامبر ۱۹۹۶          | ۱۵ مه ۱۹۹۷               | 2    | ۲۰٫۵     | ۳۲٫۳                  |
| ۹   | ۲۴     | ۲۴     | ۲۵ سپتامبر ۱۹۹۷          | ۱۴ مه ۱۹۹۸               | 1    | ۲۲٫۰     | ۳۵٫۵                  |